# Макабі (лікарняна каса)
Макабі (івр. ‏‏מכבי שירותי בריאות‏‎, Купат-холім «Макабі») — є другою за величиною лікарняною касою Ізраїлю. Вона була заснована в вересні 1940 року і почала надавати медичні послуги в серпні 1941 року.
Сьогодні Макабі налічує більше двох мільйонів членів. Маккабі надає своїм членам послуги фахівців у всіх областях медицини і охорони здоров'я, також через мережу діагностичних і лікувальних інститутів, включаючи мережу Асута. Метод обслуговування Маккабі заснований на вільний вибір лікаря.